# Земляков, Василий Иванович
Василий Иванович Земляков (1913—1975) — полковник Советской Армии, участник Великой Отечественной войны, Герой Советского Союза (1945).

## Биография
Василий Земляков родился 12 (по новому стилю — 25) апреля 1913 года в селе Мостовая Слобода (ныне — в черте Ульяновска). Окончил семь классов школы и три курса Ульяновского дорожного техникума (ныне Ульяновский строительный колледж). В октябре 1931 года Земляков был призван на службу в Рабоче-крестьянскую Красную Армию. Окончил Бакинскую пехотную школу и Ульяновское пехотное училище. Участвовал в боях на Халхин-Голе, был ранен. С июня 1941 года — на фронтах Великой Отечественной войны. Принимал участие в боях на Юго-Западном, Центральном, Брянском, Сталинградском, Западном, 1-м Украинском, 1-м и 2-м Белорусских фронтах, четыре раза был ранен. В июне 1943 года Земляков окончил курсы усовершенствования командного состава при Военной академии бронетанковых и механизированных войск.
К марту 1945 года полковник Василий Земляков командовал 19-й самоходно-артиллерийской бригадой 1-й гвардейской танковой армии 2-го Белорусского фронта. 9-10 марта, несмотря на трудную проходимость местности, бригада Землякова успешно переправилась через реку Леба и канал Бренкенхоф (ныне — Лебски), после чего захватила четырёхкилометровую дамбу с пятью мостами, переправу и плацдарм к северо-западу от Лауенбурга (ныне — Лемборк). В тех боях бригада нанесла противника большие потери в боевой технике и живой силе.
Указом Президиума Верховного Совета СССР от 29 июня 1945 года за «образцовое выполнение боевых заданий командования на фронте борьбы с немецкими захватчиками и проявленные при этом мужество и героизм» полковник Василий Земляков был удостоен высокого звания Героя Советского Союза с вручением ордена Ленина и медали «Золотая Звезда» за номером 8666.
После окончания войны Земляков продолжил службу в Советской Армии. В декабре 1947 года он окончил курсы усовершенствования офицерского состава. В апреле 1955 года Земляков был уволен в запас. Проживал в Симферополе. Скончался 25 декабря 1975 года, похоронен на симферопольском кладбище «Абдал».
Был также награждён тремя орденами Красного Знамени, орденами Отечественной войны 2-й степени, Красной Звезды, рядом медалей.